# Campeonato Mundial de Halterofilismo de 2017 - Até 75 kg feminino
A categoria até 75 kg feminino foi um evento do Campeonato Mundial de Halterofilismo de 2017, disputado no Centro de Convenções Anaheim, em Anaheim, nos Estados Unidos, no dia 3 de dezembro de 2017. 

## Calendário
Horário local (UTC-8) 
| Dia           | Horário | Fase    |
| ------------- | ------- | ------- |
| 3 de dezembro | 17:55   | Grupo A |

## Medalhistas
| Evento    | Ouro                 | Ouro   | Prata                       | Prata  | Bronze                             | Bronze |
| --------- | -------------------- | ------ | --------------------------- | ------ | ---------------------------------- | ------ |
| Arranque  | Lidia Valentín (ESP) | 118 kg | Neisi Dajomes (ECU)         | 108 kg | Mönkhjantsangiin Ankhtsetseg (MGL) | 107 kg |
| Arremesso | Lidia Valentín (ESP) | 140 kg | Gaëlle Nayo-Ketchanke (FRA) | 134 kg | Neisi Dajomes (ECU)                | 132 kg |
| Total     | Lidia Valentín (ESP) | 258 kg | Neisi Dajomes (ECU)         | 240 kg | Gaëlle Nayo-Ketchanke (FRA)        | 237 kg |

## Recordes
Antes desta competição, o recorde mundial da prova era o seguinte:
| Recorde         | Tipo      | Atleta                    | Peso   | Local    | Data                   |
| Recorde Mundial | Arranque  | Natalya Zabolotnaya (RUS) | 135 kg | Belgorod | 17 de dezembro de 2011 |
| Recorde Mundial | Arremesso | Kim Un-ju (PRK)           | 164 kg | Incheon  | 25 de setembro de 2014 |
| Recorde Mundial | Total     | Natalya Zabolotnaya (RUS) | 296 kg | Belgorod | 17 de dezembro de 2011 |

## Resultado
Os resultados foram os seguintes. 
| Pos.              | Atleta                             | Grupo | Arranque (kg) | Arranque (kg) | Arranque (kg) | Arranque (kg)     | Arremesso (kg) | Arremesso (kg) | Arremesso (kg) | Arremesso (kg)    | Total |
| Pos.              | Atleta                             | Grupo | 1             | 2             | 3             | Resultado         | 1              | 2              | 3              | Resultado         | Total |
| ----------------- | ---------------------------------- | ----- | ------------- | ------------- | ------------- | ----------------- | -------------- | -------------- | -------------- | ----------------- | ----- |
| Medalha de ouro   | Lidia Valentín (ESP)               | A     | 110           | 115           | 118           | Medalha de ouro   | 130            | 135            | 140            | Medalha de ouro   | 258   |
| Medalha de prata  | Neisi Dajomes (ECU)                | A     | 103           | 106           | 108           | Medalha de prata  | 128            | 132            | 135            | Medalha de bronze | 240   |
| Medalha de bronze | Gaëlle Nayo-Ketchanke (FRA)        | A     | 100           | 103           | 105           | 6                 | 131            | 134            | 138            | Medalha de prata  | 237   |
| 4                 | Aremi Fuentes (MEX)                | A     | 102           | 105           | 107           | 4                 | 128            | 131            | 134            | 4                 | 236   |
| 5                 | Jenny Arthur (USA)                 | A     | 102           | 102           | 104           | 5                 | 130            | 133            | 134            | 5                 | 234   |
| 6                 | Yao Chi-ling (TPE)                 | A     | 96            | 100           | 103           | 7                 | 128            | 131            | 131            | 6                 | 228   |
| 7                 | Marie-Ève Beauchemin-Nadeau (CAN)  | A     | 94            | 99            | 99            | 10                | 121            | 126            | 128            | 7                 | 227   |
| 8                 | Kristel Ngarlem (CAN)              | A     | 96            | 99            | 101           | 9                 | 123            | 128            | 128            | 8                 | 227   |
| 9                 | Alejandra Garza (MEX)              | A     | 97            | 100           | 104           | 8                 | 123            | 127            | 127            | 10                | 223   |
| 10                | Omadoy Otakuziyeva (UZB)           | A     | 95            | 99            | 99            | 12                | 120            | 124            | 127            | 9                 | 222   |
| 11                | Ayumi Kamiya (JPN)                 | A     | 98            | 98            | 103           | 11                | 117            | 121            | 124            | 11                | 219   |
| —                 | Mönkhjantsangiin Ankhtsetseg (MGL) | A     | 101           | 106           | 107           | Medalha de bronze | —              | —              | —              | —                 | —     |